# گئورگی چیلیکوف
گئورگی چیلیکوف (بلغاری: Георги Чиликов؛ زادهٔ ۲۳ اوت ۱۹۷۸) بازیکن فوتبال اهل بلغارستان است.
از باشگاه‌هایی که در آن بازی کرده‌است می‌توان به باشگاه ورزشی ناسیونال، باشگاه فوتبال دالیان هایچانگ، باشگاه فوتبال لفسکی صوفیه، باشگاه فوتبال توبول، باشگاه فوتبال زسکا صوفیه، و باشگاه فوتبال لودوگورتس رازگراد اشاره کرد.
وی همچنین در تیم ملی فوتبال بلغارستان بازی کرده‌است.